# 维尔苏桑茹
维尔苏桑茹（法語：Ville-sous-Anjou，法語發音：[vil su.z‿ɑ̃ʒu]，意为“安茹下方的城”）是法国伊泽尔省的一个市镇，属于维埃纳区。

## 地理
维尔苏桑茹（45°21'43"N, 4°51'49"E）面积18.25 平方千米，位于法国奥弗涅-罗讷-阿尔卑斯大区伊泽尔省，该省份为法国东南部内陆省份，北起顺时针与安省、萨瓦省、上阿尔卑斯省、德龙省、阿尔代什省、卢瓦尔省和罗讷省。
与维尔苏桑茹接壤的市镇（或旧市镇、城区）包括：阿年、安茹、阿雪、鲁西永、圣罗曼德叙里约、萨讷河畔萨莱斯、索奈。

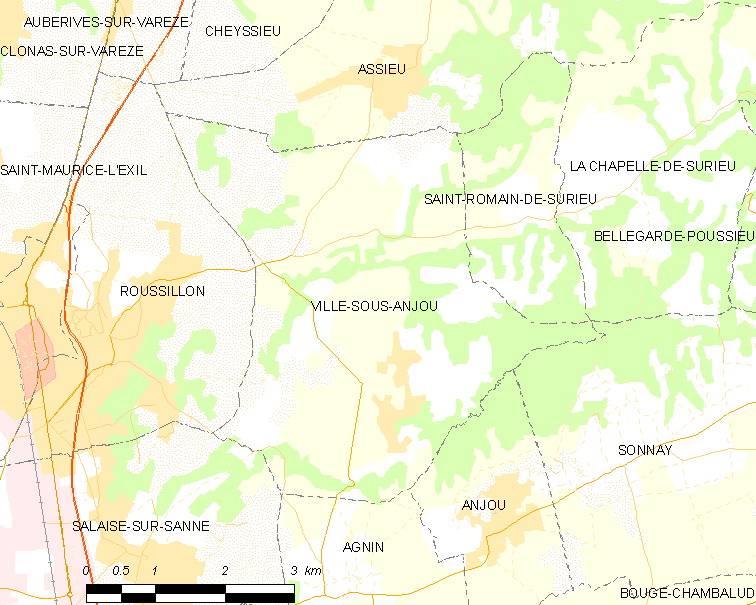
维尔苏桑茹的OSM定位图

维尔苏桑茹的时区为UTC+01:00、UTC+02:00（夏令时）。

## 行政
维尔苏桑茹的邮政编码为38150，INSEE市镇编码为38556。

## 政治
维尔苏桑茹所属的省级选区为鲁西永县。

## 人口

1962-2008年间维尔苏桑茹人口变化图示

维尔苏桑茹于2022年1月1日时的人口数量为1179人。